# АГС-17
АГС-17 «Пламя» (Индекс ГРАУ — 6Г11, индекс гранатомёта со станком — 6Г10, обозначение КБ 216П)) — советский 30-мм автоматический гранатомёт на станке.
Предназначен для поражения личного состава и огневых средств противника, расположенных вне укрытий, в открытых окопах (траншеях) и за естественными складками местности (в лощинах, оврагах, на обратных скатах высот).

## История
Автоматический Гранатомёт Станковый — 17 модель был разработан коллективом конструкторов ОКБ-16 под руководством А. Ф. Корнякова (Корняков А. Ф., Неменов В. Я., Носов А. Ф., Нудельман А. Э., Прянишников О. В., Пухов Ю. И., Рихтер А. А. и других).
Авторское свидетельство № 44547 по заявке № 993250 с приоритетом, от 5 апреля 1968 года, было выдано авторам изобретения (Корняков Александр Федорович и Неменов Вольф Яковлевич) и зарегистрировано в Государственном реестре изобретений Союза ССР 9 декабря 1968 года.
В 1971 году АГС-17 был принят на вооружение Советской Армии ВС Союза ССР.
Производство АГС-17 было начато на Вятско-Полянском машиностроительном заводе.

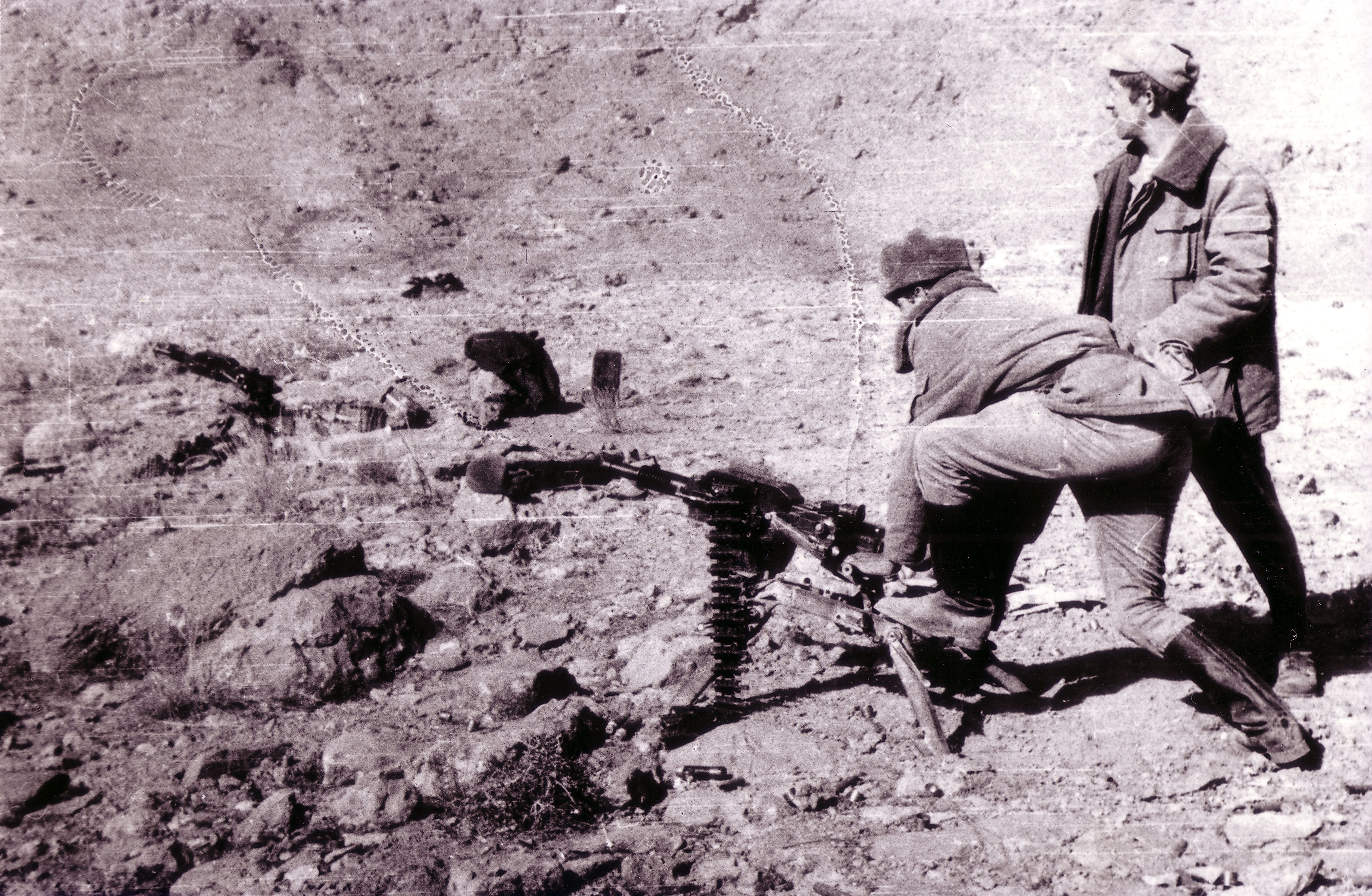
Обстрел из АГС-17 в ДРА. Идёт так называемая «обкатка» — обстрел своего прибывшего из учебных частей СССР пополнения, которое находится в укрытиях, чтобы новобранцы привыкли к боевой обстановке.
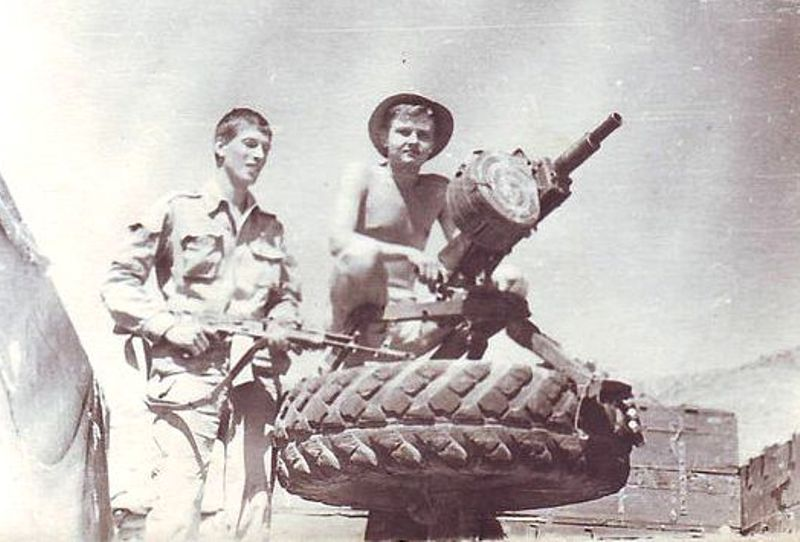
Стационарная огневая позиция АГС-17. Для удобства в круговой обороне гранатомёт закрепили на колесо заднего моста грузового автомобиля ГАЗ-66. Задний мост вкопан в грунт. Июль 1988-го. ДРА. Сторожевая застава 1074-й артиллерийский полк 108-й мотострелковой дивизии.

## Конструкция
Огонь ведётся с треножного станка САГ-17 (Индекс ГРАУ — 6Т8). Для дальней стрельбы используется призменный оптический прицел ПАГ-17 с 2,7-кратным увеличением. В ночное время возможна подсветка шкалы прицела.

## ТТХ АГС-17
- Боеприпасы: ВОГ-17, ВОГ-17М, ВОГ-30, ВУС-17, ВУС-30
- Радиус сплошного поражения: 7 метров
- Боекомплект: 87 выстрелов (три коробки)
- Начальная скорость полёта гранаты: 185 м/c
- Прицельная дальность: 1 730 метров
- Боевая скорострельность: 400 выстр/мин
- Вес без боеприпасов: 31(18, 12.1) кг
- Калибр: 30 мм
- Расчёт: два — три человека.

## Модификации

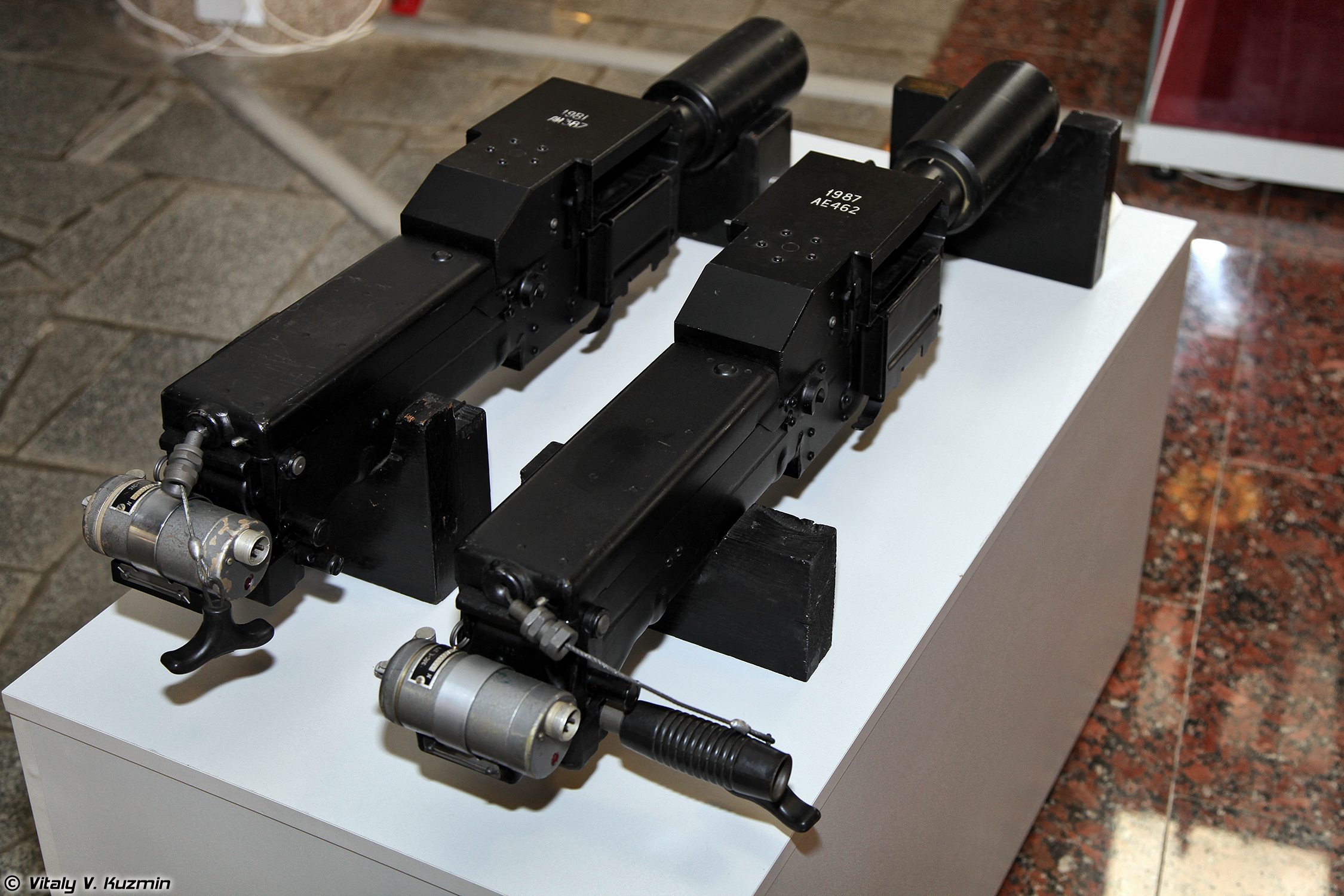
АП-30

- АГС-17 «Пламя» (Индекс ГРАУ — 6Г11, индекс гранатомёта со станком — 6Г10, обозначение КБ 216П) — базовый пехотный вариант на станке-треноге САГ-17. Во время войны в Афганистане нередко устанавливался в проёме входной двери вертолёта Ми-8Т;
- АП-30 «Пламя-А» (также АГ-17А, индекс разработчика — 216П-А, Индекс УВ ВВС — 9-А-800) — авиационный вариант, отличающийся от базового электроспуском, счётчиком выстрелов, уменьшенным с 715 мм до 600 мм шагом нарезов в канале ствола из-за увеличенной скорости гранаты при стрельбе с вертолёта и увеличенным до 420—500 выстр/мин. темпом стрельбы и соответственно, массивным радиатором охлаждающим ствол при более интенсивной стрельбе. Разрабатывался по постановлению ЦК КПСС и СМ СССР № 1044—381 от 26 декабря 1968 года, принят на вооружение в 1980 году.
- АГ-17Д — вариант, устанавливается в БМПТ «Терминатор»
- АГ-17М — морская модификация, оснащённая увеличенным радиатором ствола. Устанавливается в башенных установках на катерах, а также в курсовой установке на БМП-3.
- КБА-117 — украинский аналог АГ-17, созданный КБ «Артиллерийское вооружение»[3], предназначен для установки на боевой модуль бронетранспортёров и бронекатеров. В начале 2014 года начата разработка пехотного варианта[4][5][6].
- КБА-119 — украинский аналог АГС-17, созданный КБ «Артиллерийское вооружение».

## Страны-эксплуатанты
- СССР — принят на вооружение в 1971 году, после распада СССР перешёл на вооружение армий стран постсоветского пространства
- Азербайджан[7]
- Армения[8]
- Афганистан[9]
- Беларусь — на вооружении
- Болгария — модернизированный вариант выпускается под наименованием AGL-30М[10]
- Вьетнам[11]
- Грузия — на вооружении[12][13]
- Индия[9]
- Иран[9]
- Казахстан[14]
- Китай — с октября 1988 года[15] копия гранатомёта выпускалась компанией «Norinco»[16]
- КНДР[17]
- Куба[18]
- Никарагуа — некоторое количество было получено из СССР в 1980-е годы, они поступили на вооружение 12 батальонов лёгкой пехоты (BLI, Batallones de Lucha Irregulares) — в каждой роте этих батальонов имелся «по меньшей мере один АГС-17»[19]
- Россия — на вооружении армии[20] и внутренних войск[21]
- Сербия — с 1999 года выпускается под наименованием Zastava M93 (Zastava BGA 30 mm)[22]
- Сирия — состоит на вооружении ВС САР[23].
- Узбекистан
- Украина — на вооружении Вооружённых сил и Национальной гвардии Украины. Также на Украине освоено производство усовершенствованных версий гранатомётов АГ-17 и АГС-17: КБА-117 и КБА-119 соответственно.
- Финляндия — был принят на вооружение под наименованием 30 KrKK AGS-17 (30mm Kranaattikonekivääri malli AGS-17), в 2005 году заменён на 40-мм гранатомёт HK GMG
- Черногория — некоторое количество югославских M93 осталось на вооружении после провозглашения независимости